# Sakalava
Sakalava (što na malagaškom znači ljudi iz dugih dolina ) su jedan od naroda Madagaskara od 350 000pripadnika (6.2 % stanovnika Madagaskara), koji živi duž zapadne obale otoka. Kraj u kojem žive Sakalave je rijetko naseljen, to je teren golemih ravnica, velikih pašnjaka i planinskih sipina, a to je jedna trećina otoka.
I Sakalave kao i Merine govore - malgaški makrojezik
samo posebnim dijalektom, oni za razliku od drugih Malgaških naroda imaju najviše dijalekata.
Sakalave su bili prvenstveno polunomadski pastiri koji su puštali svoja stada da slobodno pasu na pašnjacima njihovog teritorija. U nešto manjoj mjeri bavili su se i ratarstvom, sijali su rižu uz korita rijeka. U posljednjih stotinjak godina, bave se više poljoprivredom, jer su mnogo naučili od doseljenih farmera pripadnika drugih naroda (Merina i Betsileo) na svoje teritorije.

## Povijest
Sakalave su još tijekom srednjeg vijeka počeli dolaziti u kontakt s trgovcima robljem iz Arapskog poluotoka i Europe, i prvi od svih Malgašana došli do vatrenog oružja, što im je dalo veliku prednost nad ostalim plemenima Madagaskara. Prvi centar njihove moći bio je Menabe (današnji grad Morondava) odatle su širili svoj utjecaj prema Mahajangi, Toliari sve do Antsiranane na sjeveru otoka.
Sakalave su osnovali svoje plemensko kraljevstvo u 16. st., koje je svoj vrhunac imalo u 17. st, a raspalo se početkom 18. st.
Prema lokalnoj usmenoj tradiciji, osnivači Kraljevstva Sakalava bili su prinčevi Maroserana (ili Maroseranana (što na malagaškom znači oni koji imaju mnogo vrata) iz Fiherenana (današnja Toliara). Ti prinčevi su možda bili potomci Zafiraminia (sinovi Ramini) plemenskog klana iz jugozapadnog dijela otoka, koji su možda bili arapskog porijekla. Oni su bili u kontaktu s europskim trgovcima robljem, od kojih su dobili oružje, u zamjenu za prikupljene robove. Brzo su pokorili susjedna plemena, počevši s onima na jugu, oko regije Mahafali. Ipak pravi osnivač Kraljevstva Sakalava i njihove dominacije bio je Andriamisara, i njegov sin Andriandahifotsi (Bijeli princ), koji je proširio vlast Sakalava prema sjeveru, preko rijeke Mangoki. Njegova dva sina, Andriamanetiarivo i Andriamandisoarivo, proširili su kraljevstvo do regije Tsongai (današnja Mahajanga). Upravo tada počeo je raspad njihova kraljevstva, na Južno  (Kraljevstvo Menabe) i Sjeverno (Kraljevstvo Boina). Daljnje cijepanje kraljevstva, omogućilo je vladarima Boine da se prošire na sjever, na teritorij naroda Antankarana.
Povijesni proces formiranja Kraljevstva Sakalava objašnjava veliku raznolikost među njima, koja je i danas vidljiva u osebujnim regionalnim običajima, kulturi i jeziku. Zapravo je jezik, jedini ujedinjujući faktor među Sakalavama, unatoč brojnim lokalnim dijalektima. 
Etimologija riječi Sakalava sama po sebi je predmet kontroverzi, kao i njeno stvarno značenje. Jednostavno rješenje nude Malgaški jezikoslovci po njima riječ Sakalava znači - duga dolina, a ona bi opisivala relativno ravno zemljište u zapadnom Madagaskaru, gdje oni žive. Po drugoj teoriji to je riječ izvedena iz arapske riječi saqaliba, koji je opet izvedena iz latinske esclavus, a ona znači rob.
Sakalave se spominju i u usmenoj predaji naroda Merina, gdje se govori da su oni opljačkali nekoliko njihovih sela već početkom 17. st., a ti napadi produžili su se tokom cijelog 18. st., iako je nemoguće danas utvrditi dali se radi o Sakalavama iz njihovog obalnog kraljevstva, ili o nomadima u rijetko naseljenom teritoriju između Kraljevstva Merina (na centralnoj visoravni) i zapadne obale otoka.
Kralj Kraljevstva Merina - Radama I. skršio je definitivno moć Sakalava, napavši ih poslije razdoblja krhkog mira koji je trajao neko vrijeme nakon njegove ženidbe s kćerkom vladara Menabea. Ipak Merine nisu uspjele skršiti otpor posljednje dvije sakalavske utvrde Menabe i Boina (Majunga), ali ni Sakalave više nisu predstavljali prijetnju merinskoj centralnoj visoravni.

## Zemljopisna rasprostranjenost
Teritorij na kojem žive Sakalave ima ukupno 128,000 km², oni žive raštrkani u više manjih skupina duž zapadne obale Madagaskara od grada Toliara na jugu, sve do Sambirana na sjeveru, bolje rečeno od rijeke Onilahi na jugu do otoka Nosi Be na sjeveru.

## Kultura i običaji
Mnogi elementi kulture Sakalava ukazuju na njihovo afričko porijeklo, kao što je kult čuvanja kostiju pokojnika - koje smatraju svetim predmetima. Njihove grobnice su građene uglavnom od drveta i često ukrašene drvenim skulpturama s erotskom tematikom.
Svakih deset godina Sakalave slave svoje korijene okupivši se kod mjesta Belo, na obalama rijeke Tsiribihina, kako bi proslavili obred Fitampoha (pranje kraljevskih relikvija). Za vrijeme ovog rituala prisjećaju se na duhove svojih predaka i drevnih kraljeva (naročito Andrianahifotsija i Andriamandisoariva, osnivača Kraljevstva Boina) s kojima komuniciraju preko posrednika - medija. Njih ima dva tipa, jedan je mpisoro (što znači gospodar ceremonije) i sazoki (opsjednut kraljem).
Njihovo društvo i danas je snažno hijerarhijski podjeljeno. Pogrebni obredi su radikalno drugačiji za plemstvo, obične ljude i potomke robova (koji se i danas drže najnižom kastom).

## Pogledajte i ove stranice
- Malgaši
- Kraljevstvo Sakalava

## Vanjske poveznice
- Peoples of the West Coast, na portalu Country Studies (engl.)
- Narod Sakalava na portalu Encyclopædia Britannica (engl.)